# Дрозд Свенсона
Дрозд Свенсона, или Свэнсонов дрозд, или американский дрозд, или американский дрозд Свэнсона (лат. Catharus ustulatus) — птица семейства дроздовых (Turdidae). Английский и русский видовой эпитет даны в честь английского орнитолога Уильяма Свенсона.

## Описание
Длина тела 16—20 см, длина крыла 95—105 мм, размах крыльев — до 30 см, масса 23—45 г. У взрослых птиц общая окраска верхней стороны оливково-бурого цвета, с рыжеватым оттенком на краях перьев крыла, в надхвостьи и в средних рулевых. Низ беловатый на горле, середине брюха и подхвостьи; охристо-рыжеватый на зобе и по бокам шеи, оливково-сероватый на боках. Горло, зоб, грудь в характерных для дроздов круглых тёмных пестринах.

## Ареал и местообитание
Распространён в Канаде, Аляске и на севере США, а также в лиственных лесистых районах на тихоокеанском побережье Северной Америки. Зимой мигрирует на юг Мексики и далее до Коста-Рики. Континентальные птицы мигрируют на восток в пределах Северной Америки, а затем отправляются на юг через Флориду вплоть до Панамы и Боливии. Является очень редким залётным видом в Европе и Северо-Восточной Азии.
В период гнездования населяет преимущественно влажные леса, в Скалистых горах поднимается на высоты свыше 2000 м над уровнем моря. В пролётное время встречается и в открытых ландшафтах, иногда попадается на окраинах городов.

## Биология
Питается разнообразными насекомыми, пауками, червями, моллюсками, а также плодами и ягодами. Кормится как на земле, так и на деревьях.
Весной самцы возвращаются с зимовок, занимают гнездовые территории и начинают петь, привлекая самок. Гнездо располагается на горизонтально ориентированной ветке на высоте от 2 до 10 метров над землей. Строительством гнезда занимается исключительно самка, используя для этого веточки, кусочки коры, сухой мох, лишайники, травинки, листья и скрепляя их глиной и землёй. В кладке обычно 3—4, изредка 5 бледно-голубых яиц. Насиживает яйца самка на протяжении 12—14 дней. Птенцов выкармливают оба родителя. Спустя 10—13 дней птенцы покидают гнездо.